# Oscar da Silva
Oscar Leon da Silva (Monaco di Baviera, 21 settembre 1998) è un cestista tedesco.

## Statistiche

### College
| Anno      | Squadra           | PG  | PT | MP   | TC%  | 3P%  | TL%  | RP  | AP  | PRP | SP  | PP   |
| --------- | ----------------- | --- | -- | ---- | ---- | ---- | ---- | --- | --- | --- | --- | ---- |
| 2017-2018 | Stanford Cardinal | 35  | 11 | 24,1 | 51,7 | 55,8 | 63,6 | 4,7 | 1,1 | 0,4 | 0,9 | 6,2  |
| 2018-2019 | Stanford Cardinal | 31  | 31 | 28,3 | 46,7 | 25,7 | 68,3 | 6,0 | 1,8 | 0,7 | 1,3 | 9,5  |
| 2019-2020 | Stanford Cardinal | 31  | 31 | 28,6 | 57,0 | 31,7 | 77,1 | 6,4 | 1,5 | 1,1 | 0,8 | 15,7 |
| 2020-2021 | Stanford Cardinal | 24  | 24 | 32,3 | 56,9 | 31,1 | 79,1 | 6,7 | 2,4 | 0,9 | 1,0 | 18,5 |
| Carriera  | Carriera          | 121 | 97 | 28,0 | 53,7 | 33,9 | 74,5 | 5,8 | 1,7 | 0,8 | 1,0 | 12,0 |

### Eurolega
| Anno      | Squadra      | PG | PT | MP   | TC%  | 3P%  | TL%  | RP  | AP  | PRP | SP  | PP  |
| --------- | ------------ | -- | -- | ---- | ---- | ---- | ---- | --- | --- | --- | --- | --- |
| 2021-2022 | Alba Berlino | 33 | 10 | 18,4 | 55,8 | 25,6 | 71,7 | 3,5 | 0,8 | 0,9 | 0,6 | 8,8 |
| 2022-2023 | Barcellona   | 27 | 0  | 12,2 | 45,9 | 30,0 | 64,0 | 2,6 | 0,2 | 0,3 | 0,1 | 2,9 |
| 2023-2024 | Barcellona   | 37 | 20 | 14,7 | 48,2 | 24,2 | 60,0 | 2,7 | 0,4 | 0,6 | 0,3 | 3,4 |
| Carriera  | Carriera     | 97 | 30 | 15,3 | 52,1 | 26,1 | 67,3 | 2,9 | 0,5 | 0,6 | 0,3 | 5,1 |

## Palmarès
- Campionato tedesco: 2

Alba Berlino: 2021-2022
Bayern Monaco: 2024-2025
- Campionato spagnolo: 1

Barcellona: 2022-2023
- Liga catalana: 2

Barcellona: 2022, 2023
- Coppa di Germania: 1

Alba Berlino: 2021-2022